# آواروآ
آواروآ پایتخت جزایر کوک در اقیانوسیه است.

## جغرافیا و جمعیت
شهر آواروآ در شمال جزیرهٔ راروتونگا واقع شده و فرودگاه آن نیز فرودگاه بین‌المللی راروتونگا نام دارد.
جمعیت آواروآ ۱۰ هزار نفر است و این شهر گسترهٔ ۶ منطقه از ۱۲ منطقهٔ جزیره راروتونگا را در بر می‌گیرد.